# Lady Mary Dering
Lady Mary Dering, född 1629, död 1704, var en engelsk kompositör.
Hon studerade musik för Henry Lawes, som tillägnade henne sin Second book of airs år 1655; i tillägnelsesektionen som inleder boken berömmer Lawes både Lady Marys sångförmåga och hennes originella kompositioner. Boken innehåller tre sånger komponerade av Dering själv ("When First I Saw Fair Doris' Eyes", "And is this All? What One Poor Kiss?" och "A False Designe to be Cruel"), vilka var de första musikaliska kompositionerna av en kvinna som publicerades i England. 